# Moderne krigsførelse
Moderne krigsførelse beskriver perioden fra 1980'erne, hvor informationssamfundet begyndte at påvirke militær doktrin og teknologi. Udtrykket omfatter konflikter hvor mindst en af parterne er en industrialiseret stat.
Den vigtigste konsekvens af informationssamfundets indtog i krigsførelsen er at fokusset er flyttet fra platformbaseret krigsførelse til netværksbaseret krigsførelse. Dette beskriver effekten af at man i mindre grad tæller antal krigsskibe og kampvogne, og mere forsøger at samle og bruge information for at bruge mere begrænsede virkemidler på en mere eksakt måde. Selve våbnene er de samme som tidligere, men de har meget elektronik i tillæg, og brugen har ændret sig.
Efter den kolde krigs afslutning er militære budgetter verden rundt blevet reduceret. Sammen med en social tendens hvor der er mindre tolerance overfor både egne og civile tab har dette skabt en situation hvor informationsoverlegenhed, altså evnen til at have den bedste oversigt over slagmarken og fjendens intentioner og dispositioner, er blevet et mål for en styrkes slagkraft.
På den tekniske side er der flere tendenser som sammen har gjort dette muligt: Computere og sensorer er blevet lettere, mere robuste og billigere, efter som elektronikken de er bygget op af er blevet billigere og bedre. Den udbredte tilgængelighed af satellitnavigation har gjort det enklere at holde oversigt over egne styrker, for eksempel med automatisk positionsrapportering. Overvågningssatellitter af forskellige slags kan give data som hurtigt kan bearbejdes af nye, kraftige computere og gøres tilgængelig i feltet.
Præcisionsvåben sætter også sit præg på moderne krigsførelse. Efter som præcisionstyrede våben er blevet mere pålidelige, kræves der mindre og mindre volume af bomber, granater og missiler for at opnå ønsket effekt.